# Anau
Anau, ook geschreven als Änew, is een archeologische site van het neolithicum en kopertijd in Turkmenistan.De nederzetting van Anau begon rond 4.500 v.Chr. in de neolithische periode, voordat koper werd gebruikt. Het is daarmee eerder dan Namazga-Tepe, de belangrijkste site van de Namazgacultuur.
Anau omvat twee nederzettingsheuvels, noord en zuid. Archeologisch onderzoek begon hier in 1890. Raphael Pumpelly, Aleksandr Maroesjtsjenko en Choerban Sochatov waren enkele van de onderzoekers door de jaren heen.
De onderste lagen van de noordelijke heuvel in Anau leveren goede bewijzen voor de overgang van het neolithicum naar de kopertijd in het gebied. Deze archeologische reeks staat bekend als Anau IA.
Recentere opgravingen in Monjukli Depe, waar ook enkele bewoningslagen van de Anaucultuur voorkomen, hebben ook bijgedragen aan het vaststellen van de regionale chronologie.
De noordelijke heuvel bevat ook overblijfselen uit de kopertijd en de bronstijd. Er zijn enkele koperen voorwerpen gevonden, evenals geïmporteerde lapis lazuli. Op de zuidelijke heuvel zijn ook overblijfselen uit de ijzertijd te vinden.
Hoewel er enkele overeenkomsten zijn tussen het Anau IA en Jeýtun-aardewerk, zijn er ook veel verschillen. Jeýtun-aardewerk gebruikt meestal een plantaardige magering, terwijl dat van Anau IA werd getemperd met een grote hoeveelheid zand en stukjes ander aardewerk.
Anau IA heeft ook overeenkomsten met de Tepe Sialk I- en II-lagen. Aardewerk vergelijkbaar met Anau IA wordt ook gevonden op het Iraanse plateau, in het noordoosten van Iran en in het zuiden van Turkmenistan.
Overblijfselen van het gedomesticeerde varken Sus vittatus zijn hier gevonden in de eerste sedentaire horizon, schijnbaar plotseling verschenen, wat erop zou kunnen duiden dat het ingevoerd was. Sus vittatus werd voor het eerst gedomesticeerd in Zuidoost-Azië.

## Vroege kopertijd
De vroege kopertijd Anau IB volgde na Anau IA. Deze periode loopt parallel met de Namazga I-periode, het begin van de nederzetting in Namazga. De Anau IB - Namazga I-periode werd in verband gebracht met een toename van de bevolking en vooruitgang op elk cultureel-economisch gebied vergeleken met de voorgaande periode in Zuid-Turkmenistan. In deze periode breidden de nederzettingen uit de voorgaande periode zich uit en bereikten een omvang van 10-15 hectare.Er verschenen ook nieuwe nederzettingen.

## Stempelzegel
Er werd een raadselachtig stempelzegel gevonden, dat mogelijk het eerste bewijs is van een inheemse geschreven taal in Anau. De vondst dateert uit ca. 2300 v.Chr.
Zegels uit de bronstijd uit Altyndepe vertonen enkele overeenkomsten met het Anau-zegel. In Altyndepe zijn twee soortgelijke zegels gevonden met dezelfde afmetingen als het Anau-zegel. Deze zegels lijken ook op die van Tepe Hissar en Tepe Sialk in Iran, waar dergelijke zegels met geometrische ontwerpen teruggaan tot het 5e millennium v.Chr. Er zijn mogelijk ook enkele Chinese parallellen met het Anau-zegel.